# Lissabonfördraget
Lissabonfördraget, ursprungligen känt som reformfördraget, är ett fördrag inom Europeiska unionen som undertecknades den 13 december 2007 i Lissabon, Portugal. Det trädde i kraft den 1 december 2009 efter att ha ratificerats av alla medlemsstater i enlighet med deras respektive konstitutionella bestämmelser.
Lissabonfördraget innehöll väsentligen samma reformer som Europeiska konstitutionen. Fördraget syftade till att förenkla, effektivisera och demokratisera Europeiska unionen. Den tidigare pelarstrukturen avvecklades och ersattes av en enhetlig överstatlig struktur, som även innefattade polissamarbete och straffrättsligt samarbete. Den gemensamma utrikes- och säkerhetspolitiken förblev dock mellanstatlig, men stärktes genom inrättandet av Europeiska utrikestjänsten och den höga representanten för utrikes frågor och säkerhetspolitik. Europaparlamentets inflytande ökade markant genom inrättandet av ett ordinarie lagstiftningsförfarande som likställde parlamentet med Europeiska unionens råd på de flesta lagstiftningsområdena. Fördraget gjorde även stadgan om de grundläggande rättigheterna rättsligt bindande och inrättade en separat ordförande för Europeiska rådet.
I motsats till konstitutionen ersatte dock inte Lissabonfördraget de tidigare fördragen, utan endast ändrade dem. Flera språkliga omformuleringar gjordes även och alla referenser till unionens symboler togs bort i syfte att tona ner unionens statsliknande karaktär, som ansågs ha varit ett bidragande skäl till att Europeiska konstitutionen avslogs.
Fördraget mötte motstånd i flera medlemsstater under ratificeringsprocessen. I en första folkomröstning avslogs fördraget med en majoritet på 53 procent i Irland. Efter att Irland hade fått ett antal garantier om tolkningen av fördraget av Europeiska rådet godkändes fördraget i en andra folkomröstning med en majoritet på 67 procent.

## Historia

### Europeiska konstitutionen

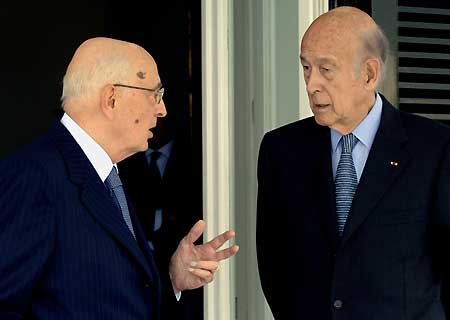
Valéry Giscard d'Estaing ledde Europeiska konventets arbete 2003.

Redan i en förklaring till Nicefördraget 2001 belystes behovet av att fortsätta reformera unionens rättsliga struktur, i synnerhet efter utvidgningen 2004. Överenskommelserna i Nice, Frankrike, innebar reformer som ansågs nödvändiga för denna utvidgning, men inte tillräckliga för att anpassa unionen inför de kommande utvidgningarna. I december 2001 ålades EU i Laekenförklaringen att förbättra demokratin, insynen och effektiviteten i unionen samt att påbörja processen med att anta en konstitution. Europeiska konventet upprättades under ledning av Valéry Giscard d'Estaing. Konventet fick till uppgift att genom bred konsultation ta fram ett första utkast till en konstitution. Konventet bestod till största delen av representanter från de nationella parlamenten och EU:s stats- och regeringschefer. Det slutgiltiga utkastet offentliggjordes i juli 2003. Europeiska rådet godkände förslaget i mitten av juni 2004 under Irlands ordförandeskap. Under 2005 förkastade dock en majoritet i både Frankrike och Nederländerna förslaget, vilket innebar att det aldrig kunde träda i kraft.

### Ett nytt fördrag

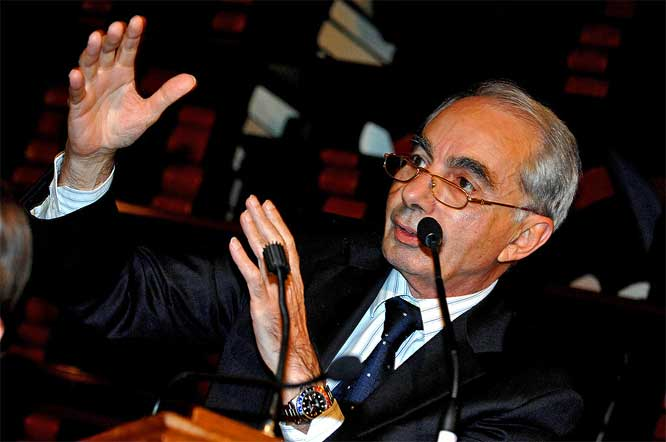
”Amatogruppen” arbetade under ledning av Giuliano Amato.

Under 2007 tog Tyskland över ordförandeskapet i Europeiska rådet och förklarade att den period av reflektion som inletts efter förkastandet av konstitutionen var över. I mars, vid 50-årsjubileet av fördraget om upprättandet av Europeiska kol- och stålgemenskapen, antogs Berlinförklaringen av alla medlemsstater, vilket var startskottet på en ny process med att ta fram ett fördrag, tänkt att träda i kraft i god tid innan Europaparlamentsvalet 2009. Planen var att fördraget skulle signeras i slutet av 2007, ratificeras under 2008 och trädda i kraft i början av 2009.
Redan innan Berlinförklaringen hade ”Amatogruppen” bestående av europeiska politiker, däribland två ledamöter ur Europeiska kommissionen, under ledning av den tidigare italienske premiärministern Giuliano Amato arbetat inofficiellt med att skriva om det konstitutionella förslaget.
Den 4 juni 2007 tillkännagav gruppen sin text på franska. Den bestod av 12 800 ord i 70 artiklar, jämfört med konstitutionens 63 000 ord i 448 artiklar.

### Europeiska toppmötet i juni 2007

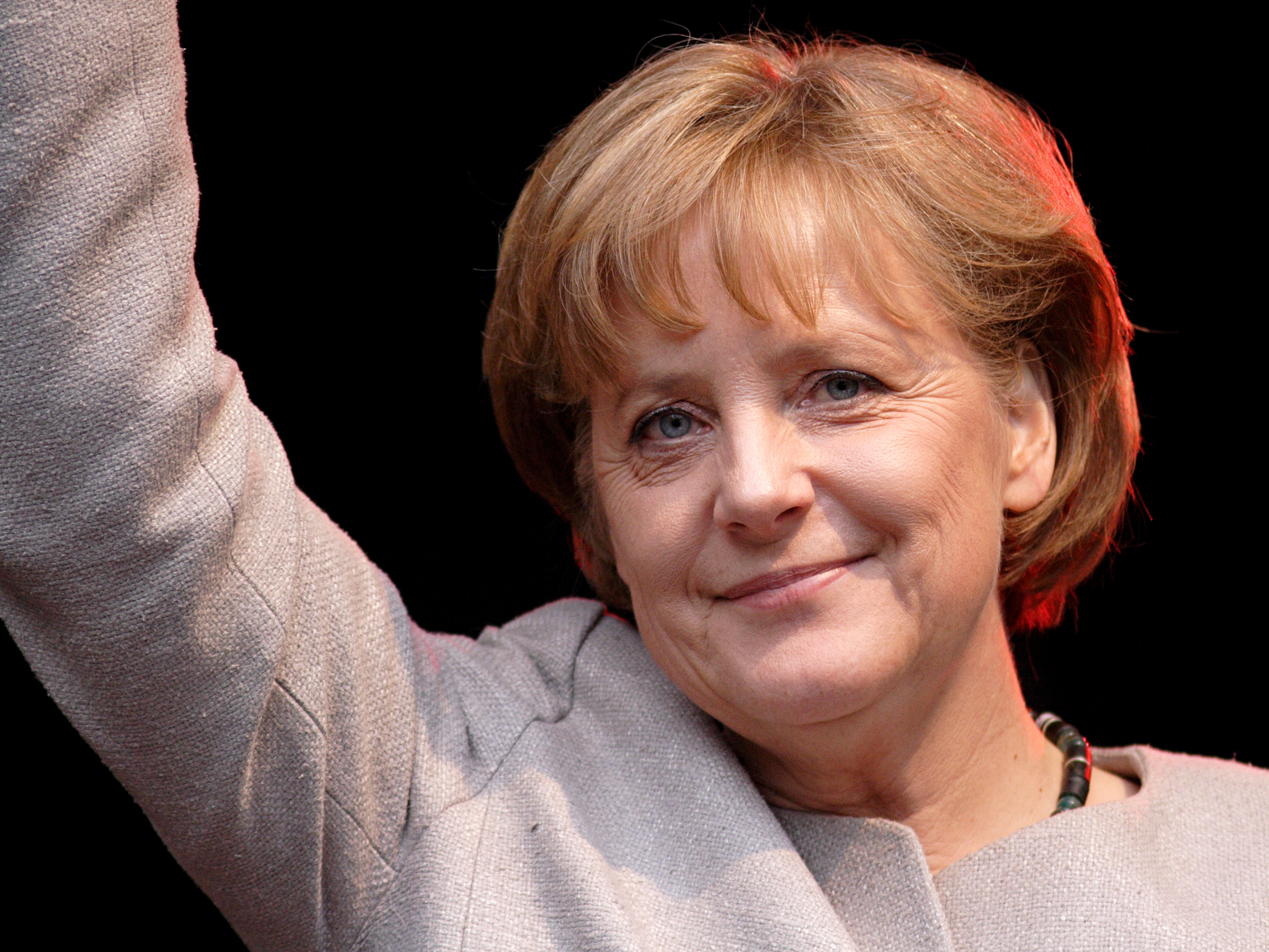
Tysklands förbundskansler Angela Merkel ansvarade för toppmötets förhandlingar i juni 2007.

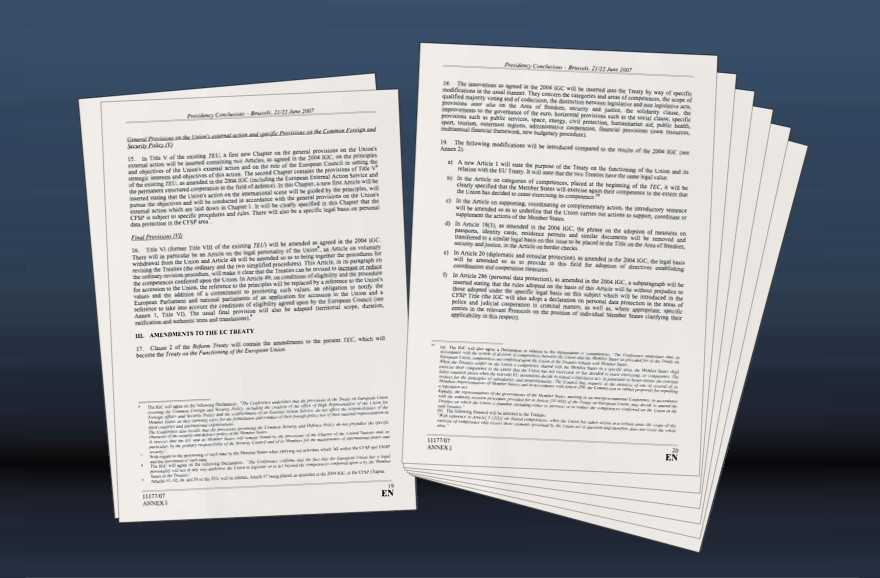
Det sexton sidor långa dokument vars resultat var Lissabonfördraget.

Den 21 juni 2007 samlades Europeiska rådet i Bryssel för att nå en uppgörelse om grunderna för ett nytt fördrag. Mötet ägde rum under det tyska ordförandeskapet, med Tysklands förbundskansler Angela Merkel som ordförande för Europeiska rådet och värd för förhandlingarna. Efter att rådet snabbt beslutat om sina andra frågor, så som att låta Cypern och Malta ansluta sig till euroområdet den 1 januari 2008, tog förhandlingarna om fördraget över och pågick ända fram till morgonen den 23 juni 2007.
Överenskommelsen var ett sexton sidor långt ”mandat” som föreslog borttagandet av konstitutionens nya terminologi och symboler, däribland europeiska flaggan. Därtill kom Europeiska rådet överens om att rekommendera en regeringskonferens att den konstitutionella texten även skulle korrigeras på vissa andra områden, såsom utrikespolitiken och röstsystemet för när rådet lagstiftar.
Efter påtryckningar från Polen och Storbritannien bestämdes också att användandet av den europeiska rättighetsstadgan skulle begränsas. Andra specifika ändringar var den ökade möjligheten för en medlemsstat att få undantag inom olika delar av EU:s lagstiftning och att det nya röstsystemet som föreslogs i konstitutionen inte skulle börja användas förrän tidigast 2014.
Under junimötet uppstod också namnet ”reformfördrag” istället för ”Konstitution för Europa”. Rättsligt sett var Europeiska rådet överens om att reformfördraget skulle ändra både fördraget om Europeiska unionen (EU-fördraget) och fördraget om upprättandet av Europeiska gemenskapen (EG-fördraget) för att omfatta de flesta bestämmelserna i konstitutionen.
Till skillnad från konstitutionen skulle dock inte reformfördraget ersätta de tidigare grundfördragen. Europeiska rådet kom också överens om att byta namn på EG-fördraget till ”fördraget om Europeiska unionens funktionssätt”. Därtill var mötet överens om att det skulle finnas en referens till rättighetsstadgan, precis som i konstitutionen, för att göra den juridiskt bindande.
Många av ändringarna som överenskommelsen innefattade hade tidigare föreslagits av Amatogruppen.

### Portugisiska regeringskonferensen

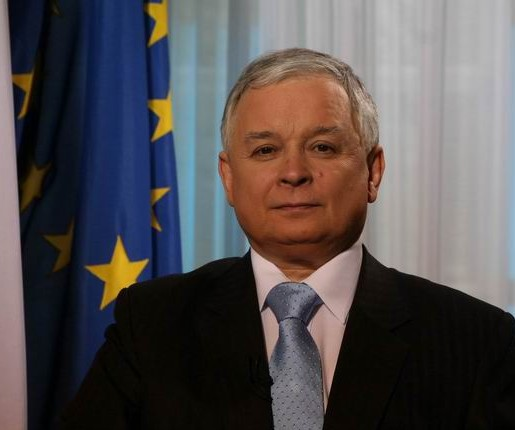
Polens president Lech Kaczyński ville se över röstsystemet igen.

Portugal hade bistått Tyskland för att nå en uppgörelse som skulle ge ett mandat åt en regeringskonferens under Portugals ordförandeskap. Regeringskonferensens arbete med att ta fram ett utkast till nytt fördrag påbörjades på allvar den 23 juli 2007, ungefär en månad efter att juniförhandlingarna hade avslutats. Det portugisiska ordförandeskapet presenterade ett 145 sidor långt dokument, med ytterligare 132 sidor innehållande tolv protokoll och 51 förklaringar, och som publicerades på rådets webbsida. Detta var det första steget i utkastsprocessen.
Förutom representanter för de nationella regeringarna och jurister från respektive medlemsstat deltog även tre representanter för Europaparlamentet. De tre representanterna var Elmar Brok (EPP), Enrique Baron Crespo (PES) och Andrew Duff (ELDR). Redan innan regeringskonferensens början uttryckte Polens regering en önskan om att omförhandla överenskommelsen som ingåtts i juni, i synnerhet gällande röstsystemet. Polen gav dock upp sina krav eftersom landets regering inte ville vara den enda medlemsstaten som kom med invändningar och för att de politiska påtryckningarna från andra de medlemsstaterna var omfattande. Polen förhandlade dock till sig ett undantag gällande rättighetsstadgan.

### Europeiska toppmötet i oktober 2007

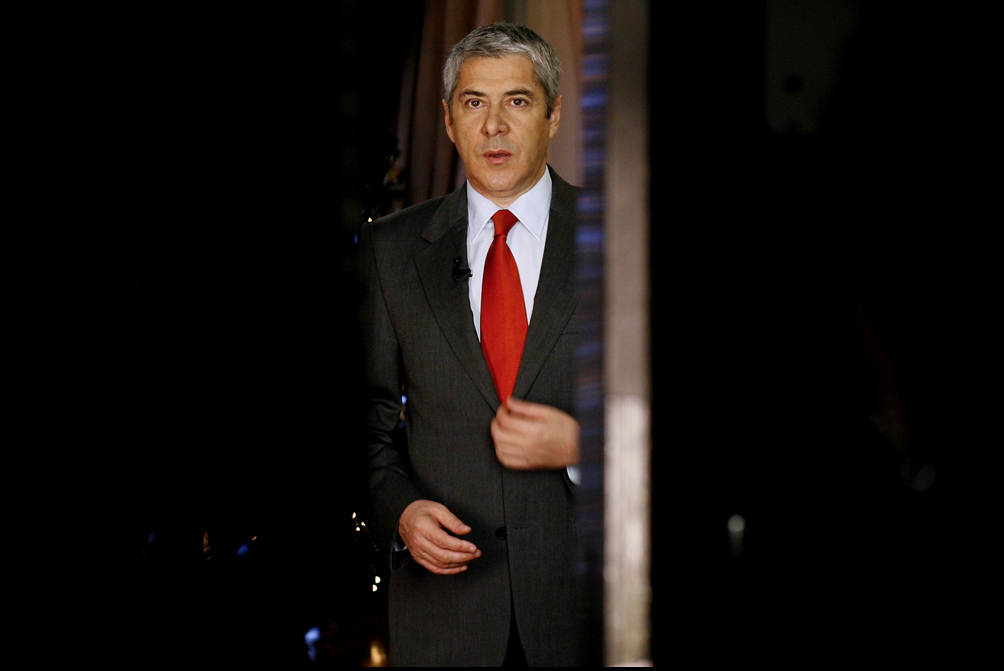
José Sócrates ansvarade för rådets förhandlingar i oktober 2007.

Vid Europeiska rådets möte den 18 och 19 oktober 2007 i Lissabon i Portugal gjordes ytterligare överenskommelser med syfte att få samtliga medlemsstater att godkänna fördraget. Italien garanterades ytterligare ett mandat i Europaparlamentet.
För att kunna behålla bestämmelsen om maximalt 750 ledamöter i parlamentet, beslutades att talmannen inte skulle räknas med i detta antal. Polen garanterades att Ioanninakompromissen skulle efterföljas såvida inte Europeiska rådets medlemmar gemensamt beslutade annat.
Dessutom fick Polen garantier om att få utse en egen generaladvokat i Europeiska unionens domstol, vilket formellt skulle genomföras genom att antalet generaladvokater utökades från åtta till elva. Österrike garanterades av Europeiska kommissionen att landet inte skulle riskera dras inför domstol för att kvotera inhemska studenter framför utländska under en period av fem år.

### Undertecknande

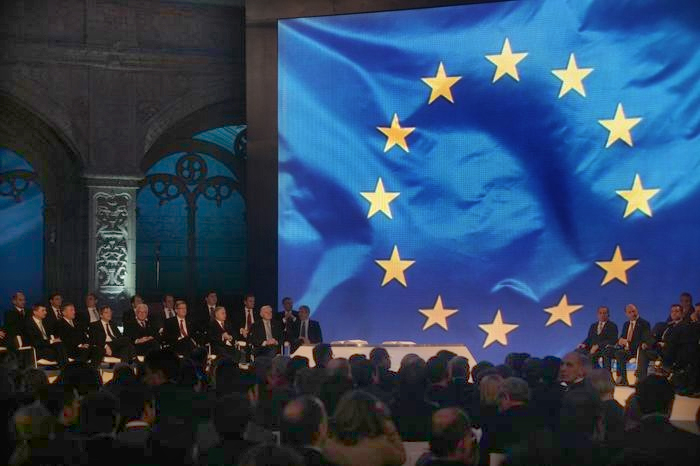
Fördraget signerades i Lissabon.

Regeringskonferensen, som till största del bestod av jurister och representanter för medlemsstaterna, avslutades vid toppmötet i oktober 2007. Eftersom både regeringskonferensen och Europeiska rådets möten hade hållits i Lissabon namngavs fördraget med ”Lissabonfördraget”.
Fördraget undertecknades den 13 december 2007 av medlemsstaternas stats- och regeringschefer samt utrikes- och EU-ministrar i Mosteiro dos Jerónimos, samma plats som Portugals anslutningsfördrag signerades på 1985.
Samtliga medlemsstaters stats- eller regeringschefer deltog vid ceremonin då fördraget undertecknades, utom Storbritanniens premiärminister Gordon Brown som signerade fördraget ett par timmar senare. Genom att underteckna fördraget åtog sig medlemsstaternas ledare att se till att fördraget ratificerades i sina respektive medlemsstater.

### Signaturer
|           |           |         |                |         |               |           |          |           |
| Belgien   | Bulgarien | Cypern  | Danmark        | Estland | Finland       | Frankrike | Grekland | Irland    |
|           |           |         |                |         |               |           |          |           |
| Italien   | Lettland  | Litauen | Luxemburg      | Malta   | Nederländerna | Polen     | Portugal | Rumänien  |
|           |           |         |                |         |               |           |          |           |
| Slovakien | Slovenien | Spanien | Storbritannien | Sverige | Tjeckien      | Tyskland  | Ungern   | Österrike |

## Syfte och innehåll
Lissabonfördraget behöll de flesta av de institutionella förändringar som fanns med i konstitutionen, såsom en ordförande för Europeiska rådet, en ny utrikesrepresentant och en ny mandatfördelning för Europaparlamentet,.
Däremot ströks referenserna till de europeiska symbolerna och vissa delar av det nya omröstningssystemet för Europeiska unionens råd sköts upp. Dessutom erhöll flera medlemsstater nya undantag inom vissa delar av samarbetet.

### Befogenhetskatalog
Lissabonfördraget innebar att unionens befogenheter specificerades och delades in i tre olika kategorier. Den mest långtgående befogenheten, ”exklusiv befogenhet”, innebär att endast unionen får lagstifta och anta bindande rättsakter, medan medlemsstaternas befogenheter begränsas till att endast tillämpa unionens beslut. Genom Lissabonfördraget erhöll unionen exklusiv befogenhet inom fem områden.
Inom den andra befogenheten, ”delad befogenhet”, tillåts medlemsstaterna lagstifta så länge inte unionen redan har antagit lagstiftning på området. Den tredje befogenheten, ”stödjande befogenhet”, innebär att unionen har möjlighet att stödja, samordna eller komplettera medlemsstaternas politik men kan inte anta egna lagstiftningsakter.

### Institutionerna
Ett av fördragets största förändringar rörde institutionerna. Europeiska rådet och Europeiska centralbanken blev officiellt egna institutioner, vilket ökade antalet institutioner från fem till sju. Samtidigt blev Europeiska unionens domstol och Europeiska kommissionen officiella namn för domstolen respektive kommissionen.
Ett ordinarie lagstiftningsförfarande infördes för nästan all lagstiftning, och innebar att Europaparlamentet erhöll samma lagstiftningsstatus som rådet, inklusive rörande budgeten. Parlamentets antal mandat fastställdes till 750, exklusive talmannen. Europeiska rådet fick en permanent ordförande, som ersatte det halvårsvisa roterande ordförandeskapet mellan medlemsstaternas stats- och regeringschefer.
Nya bestämmelser infördes kring öppenheten i rådet, vilka innebär att sammanträdena måste vara öppna för allmänheten när lagstiftning diskuteras eller antas. Ett nytt röstsystem introducerades med ”dubbla majoriteter”, som innebär att en beslutande kvalificerad majoritet i rådet består av minst 55 procent av medlemsstaterna, om dessa samtidigt representerar minst 65 procent av unionsmedborgarna. Det nya systemet fasades in mellan 2014 och 2017.

### Juridisk person

Den avskaffade pelarstrukturen.

Genom Lissabonfördraget avskaffades pelarstrukturen, som bestod av tre ”pelare”: Europeiska gemenskaperna, Gemensam utrikes- och säkerhetspolitik och Polisiärt och straffrättsligt samarbete. Varje pelare utgjorde var sin juridisk person, med kapacitet att ingå avtal.
Detta system ersattes med en enhetlig struktur, där Europeiska unionen erhöll statusen som en egen juridisk person, med möjlighet att ingå internationella avtal.
I och med att Europeiska unionen blev en juridisk person bytte även en rad andra juridiska benämningar namn, exempelvis blev ”Europeiska gemenskapernas kommissionen” istället ”Europeiska kommissionen” och ”gemenskapsrätten” ersattes av ”unionsrätten”.
Avskaffandet av pelarstrukturen innebar också att den tredje pelaren, bestående av polisiära och straffrättsliga frågor, integrerades i den överstatliga delen av samarbetet.

### Nationella parlamenten

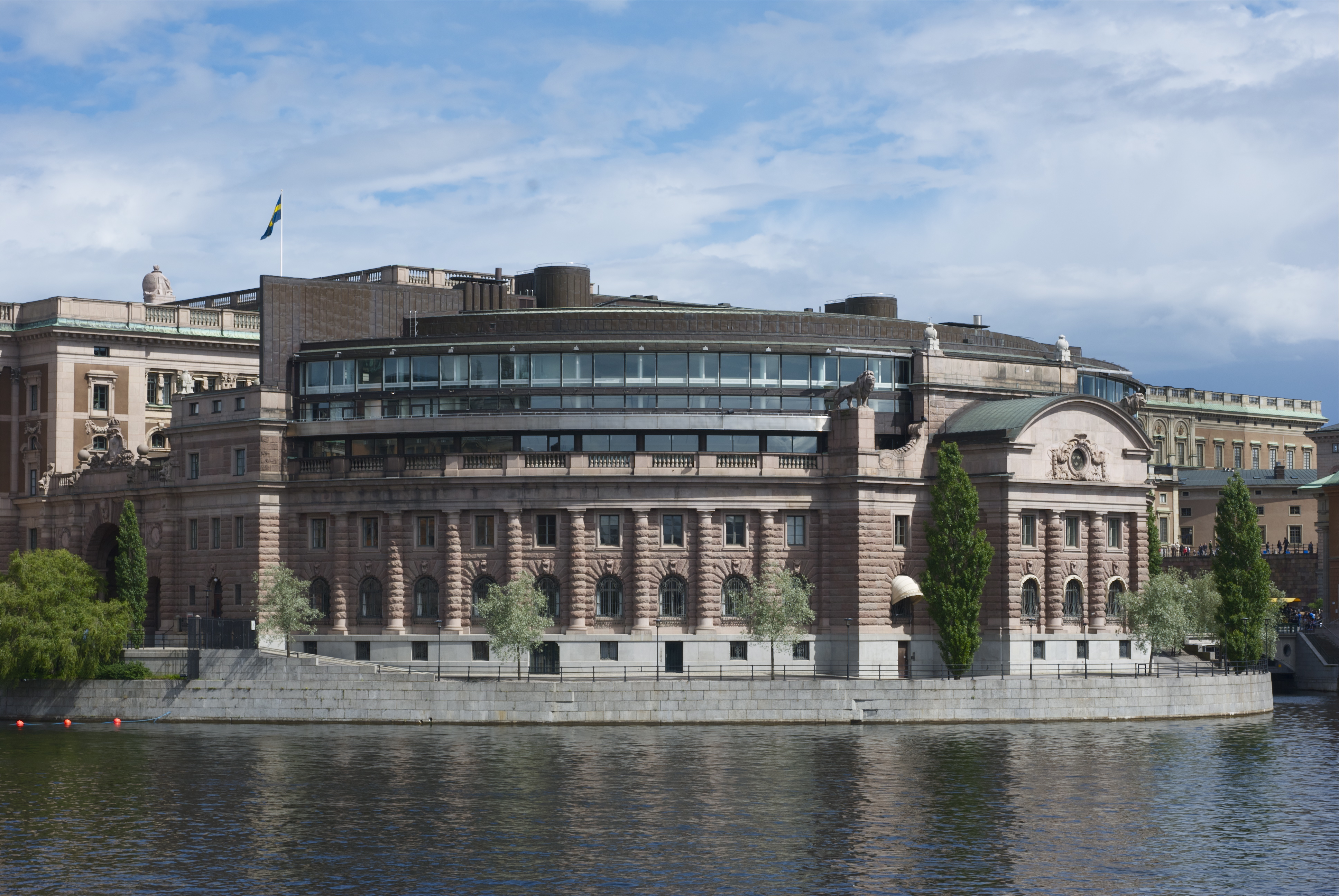
Ett av de nationella parlamenten.

Med Lissabonfördraget stärktes de nationella parlamentens inflytande i unionen. Perioden som parlamenten har på sig för att granska om kommissionens lagförslag uppfyller subsidiaritetsprincipen utökades från sex till åtta veckor.
Efter ett förslag från Tyskland måste kommissionen, om minst en tredjedel av de nationella parlamenten anser att ett lagförslag bryter mot subsidiaritetsprincipen, motivera varför den framlade lagförslaget, men är inte tvingad till att dra tillbaka förslaget. I frågor som rör frihet, säkerhet och rättvisa infördes ännu mer strikta bestämmelser, som innebär att det räcker med att en fjärdedel av de nationella parlamenten anser att förslaget bryter mot subsidiaritetsprincipen för att det måste omprövas. De nationella parlamenten kommer också att informeras mer om arbetet inom EU och när till exempel en stat ansöker om medlemskap.

### Medborgarrättigheter

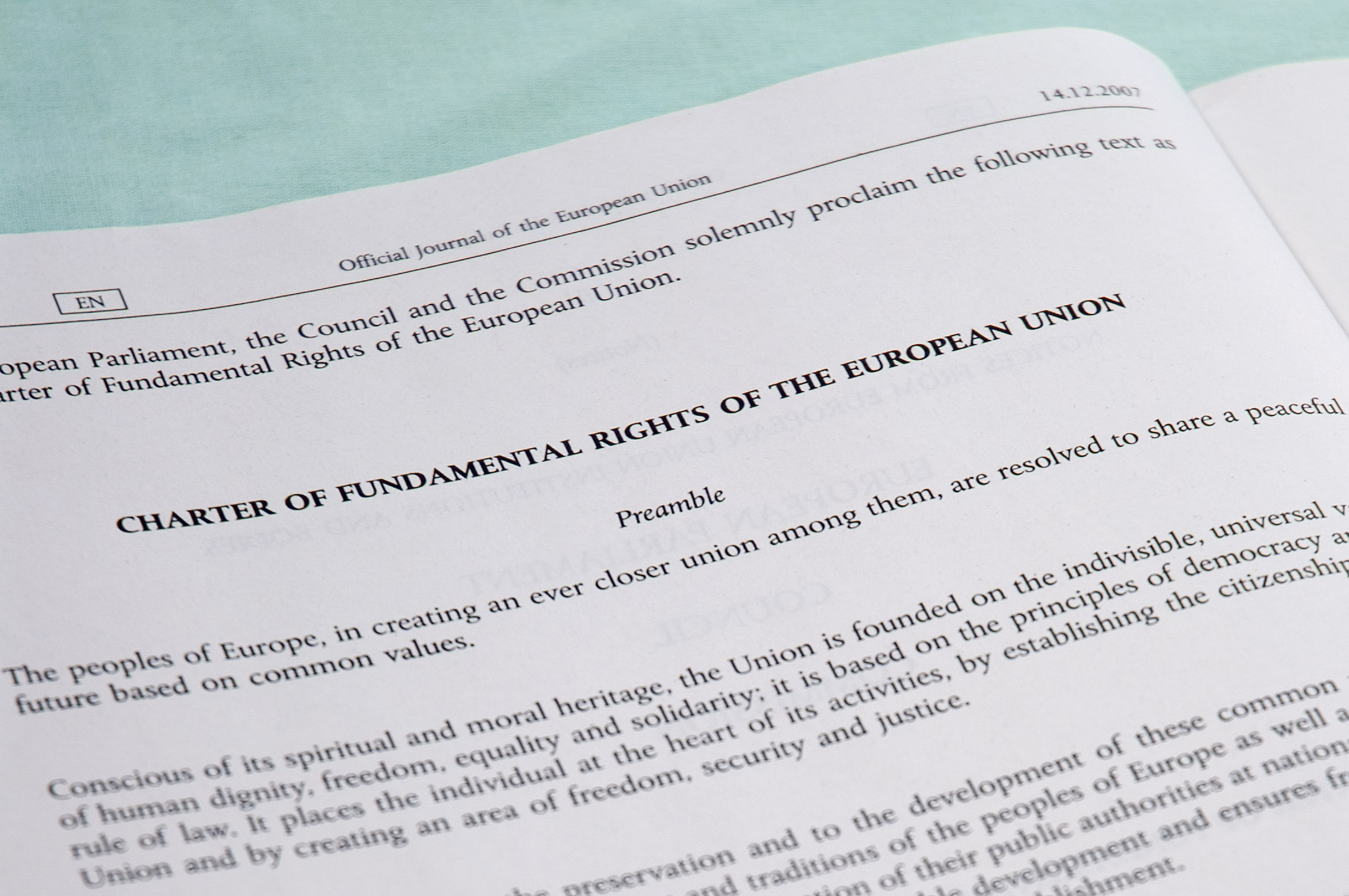
Rättighetsstadgan blev rättsligt bindande för medlemsstaterna.

Den 54 artiklar långa rättighetsstadgan fastslår medborgarnas politiska, sociala och ekonomiska rättigheter och blev genom fördraget rättsligt bindande. I konstitutionen var rättighetsstadgan inkluderad och juridiskt bindande. Storbritannien motsatte sig emellertid förslaget om att göra rättighetsstadgan juridiskt bindande. I ett protokoll som fogades till grundfördragen tydliggörs Polens och Storbritanniens särskilda ställning i förhållande till rättighetsstadgan.
Genom Lissabonfördraget ålades EU att ansluta sig till Europakonventionen. Förhandlingar om ett anslutningsfördrag mellan EU och Europarådets medlemsstater pågår. Redan sedan tidigare var samtliga medlemsstater anslutna till konventionen, men när unionen i sin helhet ansluts kommer även unionens institutioner att omfattas av de rättigheter och skyldigheter som följer av konventionen.
Ett europeiskt medborgarinitiativ infördes, som möjliggör för unionsmedborgare att kräva lagförslag från kommissionen.

### Utrikes- och säkerhetspolitik

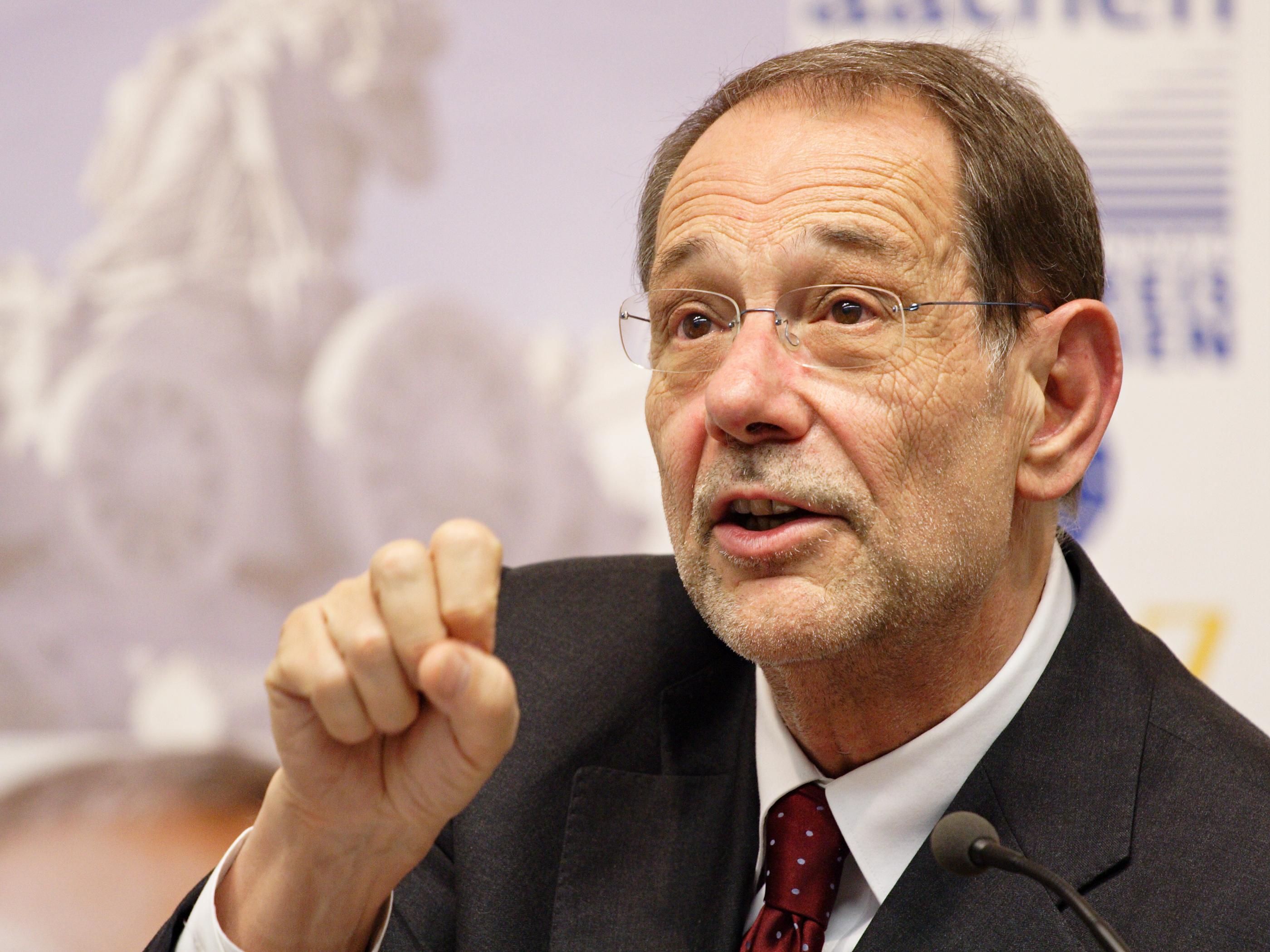
Javier Solana var unionens höga representant fram till 2009.

Utrikes- och säkerhetspolitiken, som utgjorde den andra pelaren innan Lissabonfördragets ikraftträdande, förblev även efter fördragets ändringar ett befogenhetsområde med särskild ställning. Genom fördraget slogs EU:s utrikespolitiska talesman ihop med kommissionären med ansvar för utrikes frågor för att bilda Europeiska unionens höga representant för utrikes frågor och säkerhetspolitik.
Utrikesrepresentanten är samtidigt vice ordförande i Europeiska kommissionen och ordförande för rådet för utrikes frågor. Fördraget innebar också inrättandet av Europeiska utrikestjänsten, vars uppgift är att bistå den höga representanten i dennes arbete.
Lissabonfördraget tillåter en gradvis utveckling av en gemensam försvarspolitik, som enligt fördraget kan leda till ett gemensamt försvar. För att detta ska kunna ske måste alla medlemsstater godkänna det i enlighet med sina egna konstitutionella bestämmelser efter ett enhälligt beslut i Europeiska rådet. I fördraget fastslås också att medlemsstaterna ska hjälpa varandra i händelse av terroristattack, annan katastrof eller väpnat angrepp, i det senare fallet endast i den mån det inte hindras av neutralitet eller Nato-medlemskap eller annan särskild princip för försvarspolitik respektive land har, den så kallade solidaritetsförklaringen.

### Området med frihet, säkerhet och rättvisa

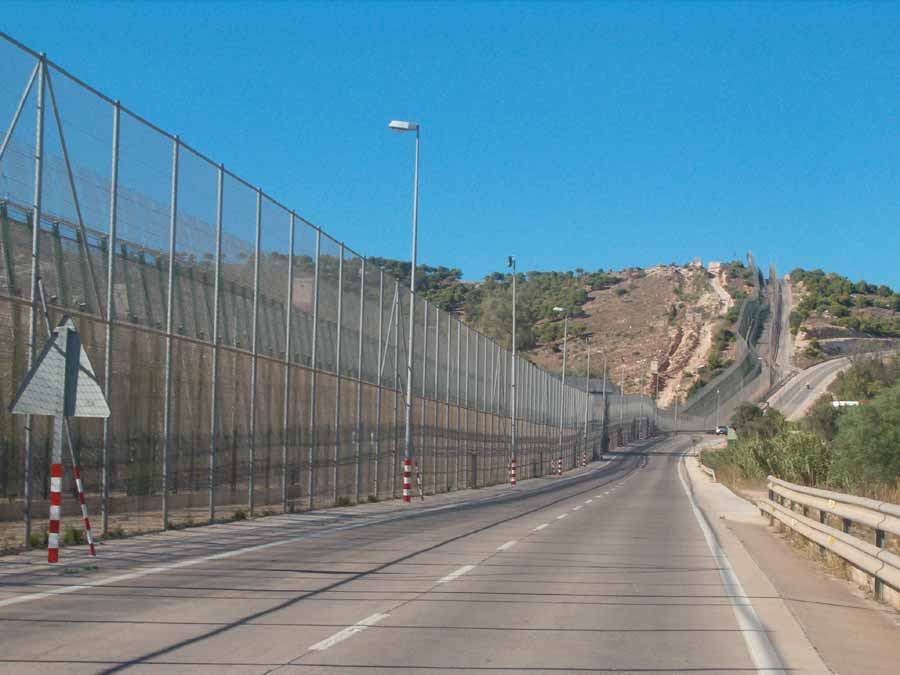
Gränsstängslen i Melilla, med syfte att förhindra illegal invandring.

En av Lissabonfördragets mest långtgående förändringar skedde inom området med frihet, säkerhet och rättvisa. Med Lissabonfördraget integrerades de polisiära och straffrättsliga frågorna i den överstatliga strukturen. Detta skedde parallellt med att pelarstrukturen avskaffades och en mer enhetlig struktur infördes. I och med detta har de rättsliga och inrikes frågorna återförenats på europeisk nivå under benämningen ”området med frihet, säkerhet och rättvisa”. Även efter Lissabonfördragets ikraftträdande gäller dock något mer restriktiva regler inom detta befogenhetsområde jämfört med de andra befogenhetsområdena.
Enligt fördraget finns också möjlighet för rådet att inrätta en europeisk åklagarmyndighet, vilket skedde 2017.
Danmark, Irland och Storbritannien står utanför samarbetet enligt två protokoll som fogades till grundfördragen. Irland och Storbritannien kan välja från fall till fall om de vill delta i vissa delar av samarbetet. Storbritannien fick också möjlighet att utträda ur akter som antagits innan Lissabonfördraget, i enlighet med de gamla fördragen, men som unionens domstol, i enlighet med Lissabonfördraget, fick jurisdiktion över från och med den 1 december 2014. Följaktligen upphävdes tillämpligheten för en rad akter på Storbritannien den 1 december 2014.

### Utträdelseklausul

Europeiska unionen
Kandidatländer
Potentiella kandidatländer

I likhet med det förslag som fanns med i Europeiska konstitutionen, innehöll Lissabonfördraget en bestämmelse som fastställde varje medlemsstats rätt att lämna unionen. Därmed formaliserades möjligheten för en medlemsstat att gå ur unionen.
När en medlemsstat meddelar sin avsikt att lämna unionen ska ett avtal förhandlas fram mellan den berörda medlemsstaten och unionen. Detta avtal ska godkännas av rådet med kvalificerad majoritet efter att Europaparlamentet har godkänt det. Om parterna inte kan komma överens om ett avtal eller om ett avtal av någon annan anledning inte kan slutas, upphör medlemsstatens medlemskap, och därmed dess förpliktelser enligt fördragen, två år efter att den anmälde sin avsikt till Europeiska rådet.
Lissabonfördraget förenklade även ändrandet av statusen för danska, franska och nederländska utomeuropeiska territorier. För att undvika att grundfördragen måste ändras varje gång statusen för något av dessa medlemsstaters territorier ändrar sin territoriella status infördes förenklade bestämmelser, som innebär att Europeiska rådet kan anta beslut med enhällighet som ändrar statusen för territorierna.
Dessutom förtydligades genom fördraget villkoren för ett europeiskt land att få bli medlem i unionen, med utgångspunkt från Köpenhamnskriterierna.

### Övergångsbestämmelser
Genom ett särskilt protokoll som fogades till grundfördragen infördes vissa övergångsbestämmelser genom Lissabonfördraget. Övergångsbestämmelserna innefattade bland annat särskilda bestämmelser om Europaparlamentets sammansättning tills det nästkommande valet till Europaparlamentet som skulle följa efter ikraftträdandet av fördraget samt andra institutionella bestämmelser för bland annat Europeiska unionens råd och unionens rådgivande organ.
Protokollet om övergångsbestämmelser innefattade även särskilda bestämmelser om de akter som antagits på grundval av fördraget om Europeiska unionen före ikraftträdandet av Lissabonfördraget. Enligt protokollet ska rättsverkan för dessa akter bestå så länge akterna inte upphävs, ogiltigförklaras eller ändras. Detta gäller även för konventioner som ingåtts av medlemsstaterna på grundval av EU-fördraget, det vill säga K.3-konventionerna. Genom avskaffandet av pelarstrukturen blev de rättsakter som tidigare antagits inom polissamarbete och straffrättsligt samarbete föremål för det överstatliga samarbetet. Kommissionen fick därmed rätt att väcka talan om fördragsbrott i de fall sådana rättsakter inte tillämpades korrekt av medlemsstaterna och EU-domstolen fick behörighet att tolka dessa rättsakter. Under en övergångsperiod på fem år begränsades dock kommissionens och EU-domstolens befogenheter i detta avseende för de akter som antagits inom polissamarbete och straffrättsligt samarbete.
Storbritannien fick rätt att senast ett halvår innan utgången av den femåriga övergångsperioden meddela rådet att landet inte längre ville omfattas av ovannämnda rättsakter. I så fall skulle dessa rättsakter upphöra att vara bindande för Storbritannien. Landet hade dock fortfarande möjlighet att därefter välja att delta i en rättsakt genom sin särskilda undantagsklausul på området med frihet, säkerhet och rättvisa och i så fall bli fullt bunden av en rättsakt igen. Genom ett meddelande den 24 juli 2013 begärde den brittiska regeringen att rättsakterna skulle upphöra att gälla för landet vid övergångsperiodens slut den 1 december 2014. Samtliga rättsakter som tidigare antagits inom polissamarbete och straffrättsligt samarbete och som inte hade ändrats innan den 1 december 2014 upphörde därför att vara bindande för Storbritannien vid detta datum. Den brittiska regeringen begärde sedan att få delta i vissa rättsakter.

### Ändringar efter Irlands folkomröstning

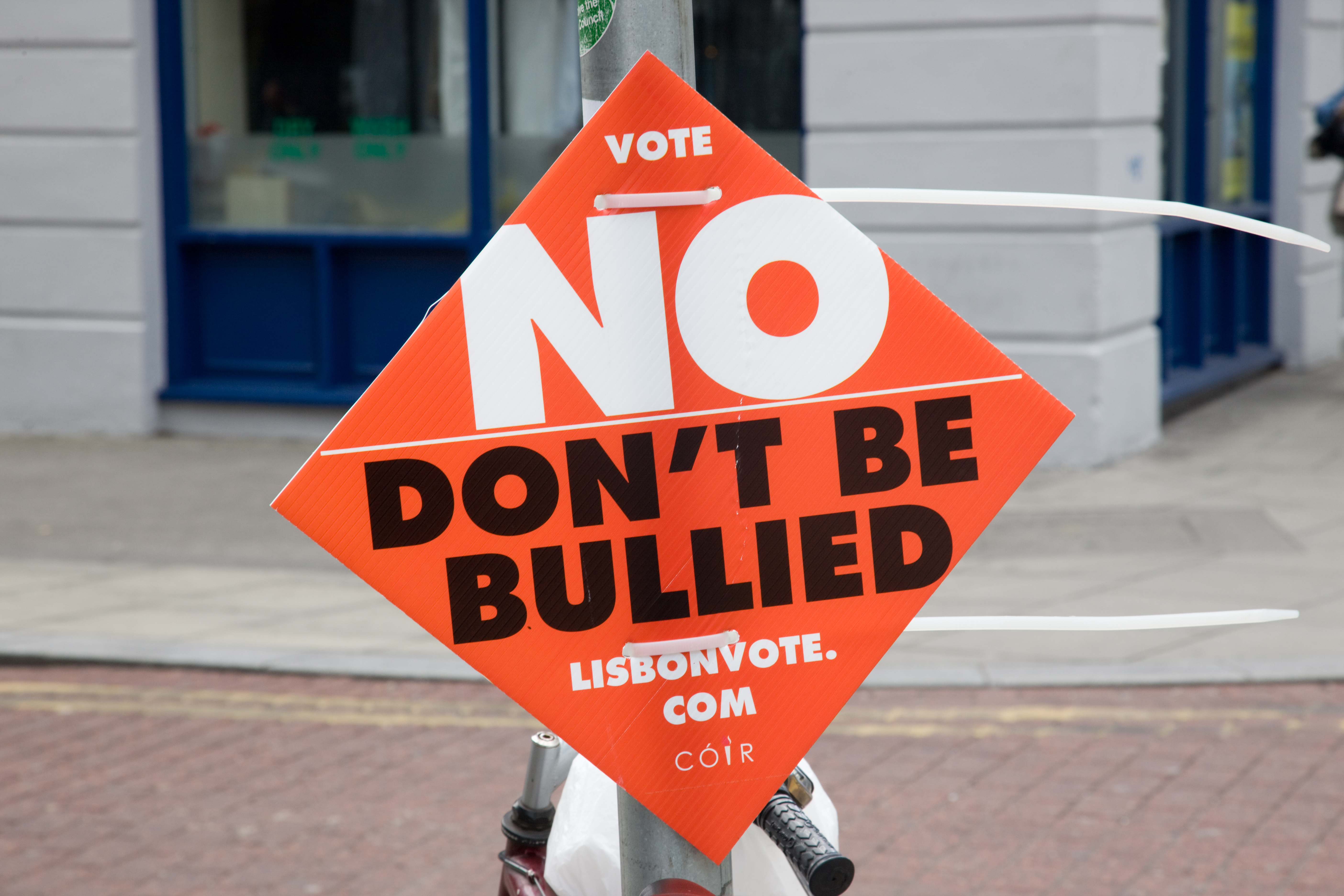
En affisch mot fördraget inför första folkomröstningen i Irland.

Europeiska rådet beslutade vid sitt sammanträde den 11 december 2008 att vissa garantier skulle ges till Irland för att få landet att ratificera fördraget efter att det förkastats i en folkomröstning. Den viktigaste ändringen var att det ursprungliga förslaget om att kommissionens antal ledamöter skulle reduceras togs bort. Därmed garanterade Europeiska rådet att varje medlemsstat även i fortsättningen skulle ha en ”egen” kommissionär.
Dessutom garanterades Irland att fördraget inte skulle påverka dess neutralitetspolitik eller dess politik i vissa etiska frågor, såsom abortpolitik, samkönade äktenskap och dödshjälp. Eftersom medlemsstaternas ledare ville undvika att ratifikationsprocessen skulle behöva göras om, beslutades att garantierna skulle bli juridiskt bindande först genom nästkommande anslutningsfördrag. Någon ändring i själva Lissabonfördraget skedde därmed inte. Överenskommelsen innebar att Irland höll en ny folkomröstning om fördraget den 2 oktober 2009, då fördraget godkändes med 67 procent av rösterna. Garantierna bekräftades av Europeiska rådet under toppmötet i juni 2009. Garantierna har upptagits i ett protokoll som kommer att ratificeras av alla medlemsstater innan mitten av 2013. Protokollet kommer att ge garantierna samma rättsliga värde som fördragen.

## Ratificeringsprocessen

Ratificering i folkomröstning
Ratificering i enbart parlament

Europeiska rådets ursprungliga plan var att fördraget skulle ratificeras under 2008, så att det skulle kunna träda i kraft i god tid innan Europaparlamentsvalet 2009. Av alla medlemsstater var Irland ensamt om att folkomrösta om fördraget. I bland annat Danmark och Storbritannien fanns dock en utbredd opinion för att folkomrösta. I Tjeckien röstade parlamentet den 30 oktober 2007 för en ratificering utan folkomröstning. Endast Böhmens och Mährens kommunistiska parti och några ledamöter från regeringspartiet röstade för en folkomröstning. Vid en omröstning i parlamentet den 7 februari 2008 röstade Portugals parlament emot en folkomröstning om fördraget.
I Danmark avgjorde en partipolitiskt obunden kommission huruvida Lissabonfördraget skulle innebära en maktöverföring från Danmark till EU. Kommissionens slutsats var att någon sådan maktöverföring inte skulle ske och således behövdes ingen folkomröstning hållas. Sveriges regering lade den 3 juli 2008 fram en proposition till riksdagen om Lissabonfördraget. Propositionen godkändes av Sveriges riksdag den 20 november 2008. Av de dåvarande riksdagspartierna var Miljöpartiet och Vänsterpartiet emot. Sista medlemsstat att godkänna fördraget var inte Irland, utan Tjeckien eftersom landets president Václav Klaus var motvillig till att godkänna fördraget.

### Irland

Resultatet i folkomröstningen den 2 oktober 2009 per valkrets.

Irland var den enda medlemsstaten som folkomröstade om Lissabonfördraget. Av partierna i Irlands parlament var det endast Sinn Féin som förespråkade att fördraget skulle förkastas. Övriga partier ställde sig positiva eller neutrala till fördraget. Valrörelsen inför den första folkomröstningen präglades av Irlands rätt till att bestämma över sin abort- och skattepolitik och neutralitet, frågor som egentligen inte berördes av fördraget. Förutom Sinn Féin förespråkade flera andra organisationer, bland annat abortmotståndarna Cóir och EU-kritiska Libertas, ett nej. Bland fördragets förespråkare fanns, förutom de stora partierna, även Irlands bondeförbund och arbetsmarknadsparterna. Deltagandet på drygt 53 procent i den första folkomröstningen ansågs vara relativt högt. 46,6 procent röstade för fördraget, medan 53,4 procent röstade emot. Opinionsundersökningar efter omröstningen visade att den främsta anledningen var att fördraget var svårläst.
Europeiska rådet beslutade den 11 december att ge Irland vissa garantier rörande exempelvis abort-, neutralitets- och skattepolitiken. Dessutom beslutades att Europeiska kommissionen även i fortsättningen skulle bestå av en ledamot per medlemsstat. Den 8 juli 2009 beslutades därför att en ny folkomröstning skulle hållas, med Europeiska rådets nya försäkringar i åtanke. Den 2 oktober 2009 röstade irländarna ja till fördraget, med en majoritet på 67 procent. Därmed kunde de nödvändiga konstitutionella ändringarna antas och fördraget ratificeras. Presidenten Mary McAleese stadfäste grundlagsändringarna den 15 oktober 2009. Parlamentets behandling av ärendet avslutades den 22 oktober 2009. Den 23 oktober deponerades Irlands ratifikationsinstrument.

### Polen

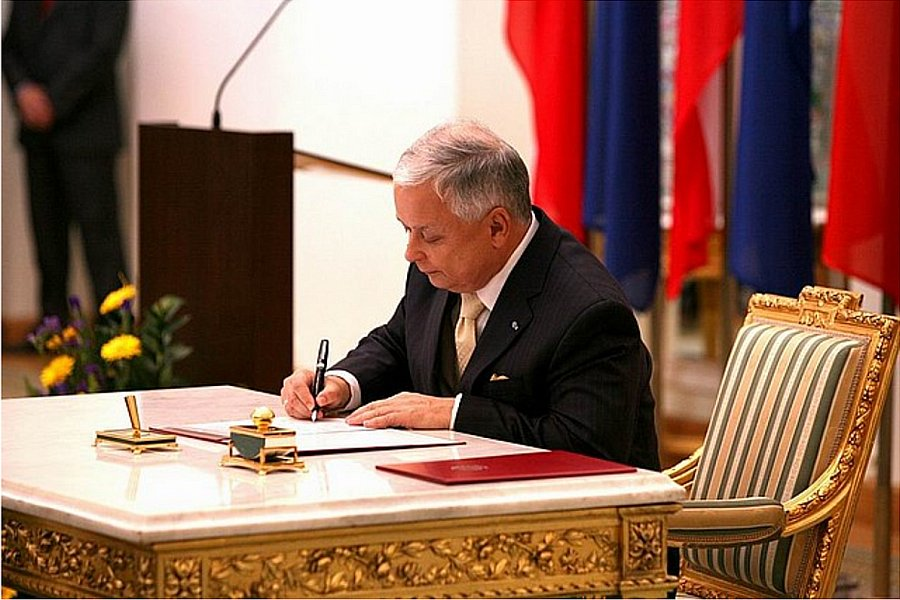
Lech Kaczyński ratificerade fördraget den 10 oktober 2009.

I Polen var fördraget tvunget att godkännas av president Lech Kaczyński efter att parlamentet hade godkänt det. Den 1 juli 2008 meddelade Kaczyński i en intervju att han ansåg det vara poänglöst att underteckna ratifikationsinstrumenten efter irländarnas nej i folkomröstningen.
Efter påtryckningar från det franska ordförandeskapet, förtydligade han att han inte motsatte sig fördraget, och att han skulle underteckna ratifikationsinstrumenten så fort Irland hade ratificerat fördraget.
Den 10 oktober 2009, drygt en vecka efter att irländarna i en andra folkomröstning hade godkänt fördraget, undertecknade Kaczyński ratifikationsinstrumenten och avslutade därmed ratificeringsprocessen i Polen. Vid signerandet fungerade inte presidentens penna, vilket gjorde att presidentens tjänstemän snabbt fick leverera en ny.

### Tjeckien

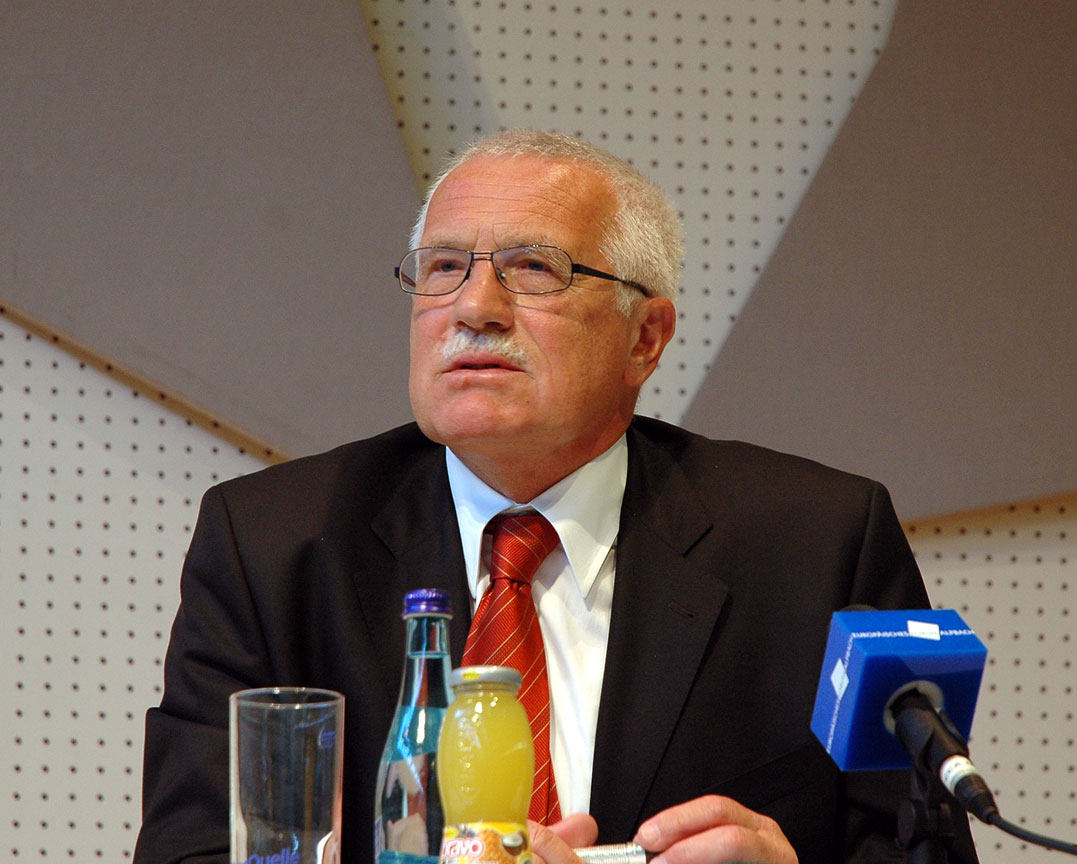
Tjeckiens president Václav Klaus var negativ till fördraget.

I Tjeckien bad landets senat konstitutionsdomstolen att granska om fördraget var förenligt med landets lagar. Den 26 november 2008 meddelade domstolen att de delar av fördraget som hade prövats inte stred mot konstitutionen. En grupp senatorer lämnade i september 2009 in ytterligare ett klagomål domstolen. De krävde att fördraget skulle granskas i sin helhet. Den 2 oktober 2009 meddelade domstolen att president Václav Klaus inte fick slutföra ratificeringen förrän domstolens behandling av fördraget var avklarad. Dess dom offentliggjordes den 3 november 2009 och slutsatsen var att fördraget var förenligt med den tjeckiska grundlagen.
Den 8 oktober 2009 stod det klart att Klaus ville att Tjeckien skulle få samma undantag från rättighetsstadgan som Polen och Storbritannien hade fått. Den tjeckiska regeringen ställde sig den 12 oktober 2009 bakom Klaus krav. Regeringen tog upp frågan på Europeiska rådets möte den 29 oktober till 30 oktober 2009, och erhöll garantier om undantag. Undantagen blir dock juridiskt bindande först när de fogas till nästa fördrag som antas inom unionen. Den 3 november 2009 signerade Klaus fördraget som sista regeringschef i EU. I början av 2014 hade undantaget från rättighetsstadgan fortfarande inte trätt i kraft. Den nya tjeckiska regeringen som tillträdde i slutet av januari 2014 beslutade att dra tillbaka begäran av undantaget och därmed avbröts processen.

### Tyskland

Slutgiltig deposition avklarad
Ratificeringsförfarandet avklarat
Ratificeringsförfarandet ej klart
Ratificeringsförfarandet stoppat

I Tyskland, liksom som i många andra medlemsstater, var fördraget tvunget att godkännas av statschefen för att bli ratificerat. Vänsterpartiet Die Linke och CSU-politikern Peter Gauweiler krävde att författningsdomstolen skulle undersöka huruvida fördraget var förenligt med tysk grundlag. Samma process hade inletts med Europeiska konstitutionen men hann aldrig avslutas eftersom fördraget förkastades innan domstolen hade avslutat ärendet. Det parlamentariska förfarandet om Lissabonfördraget avslutades i Tyskland den 25 maj 2008, men Tysklands president, Horst Köhler, avstod från att signera fördraget i väntan på den tyska författningsdomstolens granskning. Horst Köhler signerade ratificeringslagen den 8 oktober 2008, varvid han hävdade att den genomgått hans egen lagprövning. Köhler väntade med att underteckna ratificeringsinstrumenten till dess att domstolens beslut hade kungjorts. Ärendet behandlades av domstolen den 10 till 11 februari 2009. Den 30 juni 2009 föll domen. Domstolen kom fram till att fördraget var förenligt med Tysklands författning, men att den nationella lagstiftningen som antagits för att garantera ett större inflytande hos det tyska parlamentet i EU-frågor var tvunget att förstärkas innan ratificeringen av Lissabonfördraget kunde fullföljas. Den 8 september godkände förbundsdagen en ny lag för att garantera parlamentets inflytande i EU-frågor och på så sätt tillgodose domstolens krav. Den 18 september röstade förbundsrådet enhälligt för förslaget. Den 23 september 2009 undertecknade presidenten lagen. Den 21 september 2009 blev det allmänt känt att ytterligare ett klagomål om Lissabonfördraget hade lämnats in till konstitutionsdomstolen, men detta klagomål avvisades av domstolen redan den 22 september 2009. Ratifikationsinstrumenten undertecknades av presidenten och sändes till Rom för deposition den 25 september 2009.

### Ratificeringsförfarandet i detalj
| Europeiska unionen |  | 2007-12-13        |                   | 2008-02-20        |                   | ej nödvändigt |  | ej nödvändigt |  |     |     |    |  |
| ------------------ |  | ----------------- | ----------------- | ----------------- | ----------------- | ------------- |  | ------------- |  | --- | --- | -- |  |
|                    |  | Europeiska rådet  | Europeiska rådet  | Europeiska rådet  | Europeiska rådet  | Godkänt       |  | 2007-12-13    |  | 27  | 0   | 0  |  |
|                    |  | Europaparlamentet | Europaparlamentet | Europaparlamentet | Europaparlamentet | Godkänt       |  | 2008-02-20    |  | 525 | 115 | 29 |  |

| Belgien |  | 2007-12-13                         |                                    | 2008-04-10                         |                                    | 2008-06-19 |  | 2008-10-15 |  |     |    |   |  |
| ------- |  | ---------------------------------- | ---------------------------------- | ---------------------------------- | ---------------------------------- | ---------- |  | ---------- |  | --- | -- | - |  |
|         |  | Deputeradekammaren                 | Deputeradekammaren                 | Deputeradekammaren                 | Deputeradekammaren                 | Godkänt    |  | 2008-04-10 |  | 116 | 18 | 7 |  |
|         |  | Senaten                            | Senaten                            | Senaten                            | Senaten                            | Godkänt    |  | 2008-03-06 |  | 48  | 8  | 1 |  |
|         |  | Bryssels regionparlament           | Bryssels regionparlament           | Bryssels regionparlament           | Bryssels regionparlament           | Godkänt    |  | 2008-06-27 |  | 65  | 10 | 1 |  |
|         |  | Bryssels förenta församling        | Bryssels förenta församling        | Bryssels förenta församling        | Bryssels förenta församling        | Godkänt    |  | 2008-07-10 |  | 76  | 21 | 2 |  |
|         |  | Flamländska regionparlamentet      | Flamländska regionparlamentet      | Flamländska regionparlamentet      | Flamländska regionparlamentet      | Godkänt    |  | 2008-06-27 |  | 66  | 10 | 0 |  |
|         |  | Flamländska gemenskapsparlamentet  | Flamländska gemenskapsparlamentet  | Flamländska gemenskapsparlamentet  | Flamländska gemenskapsparlamentet  | Godkänt    |  | 2008-07-10 |  | 78  | 22 | 3 |  |
|         |  | Franska gemenskapsparlamentet      | Franska gemenskapsparlamentet      | Franska gemenskapsparlamentet      | Franska gemenskapsparlamentet      | Godkänt    |  | 2008-05-20 |  | 67  | 0  | 3 |  |
|         |  | Franska gemenskapskommissionen     | Franska gemenskapskommissionen     | Franska gemenskapskommissionen     | Franska gemenskapskommissionen     | Godkänt    |  | 2008-07-11 |  | 52  | 5  | 0 |  |
|         |  | Tyskspråkiga gemenskapsparlamentet | Tyskspråkiga gemenskapsparlamentet | Tyskspråkiga gemenskapsparlamentet | Tyskspråkiga gemenskapsparlamentet | Godkänt    |  | 2008-05-19 |  | 22  | 2  | 1 |  |
|         |  | Vallonska regionparlamentet        | Vallonska regionparlamentet        | Vallonska regionparlamentet        | Vallonska regionparlamentet        | Godkänt    |  | 2008-05-14 |  | 56  | 2  | 4 |  |
|         |  | Vallonska gemenskapsparlamentet    | Vallonska gemenskapsparlamentet    | Vallonska gemenskapsparlamentet    | Vallonska gemenskapsparlamentet    | Godkänt    |  | 2008-05-14 |  | 53  | 3  | 2 |  |

| Bulgarien |  | 2007-12-13  |             | 2008-03-21  |             | 2008-03-28 |  | 2008-04-28 |  |     |    |    |  |
| --------- |  | ----------- | ----------- | ----------- | ----------- | ---------- |  | ---------- |  | --- | -- | -- |  |
|           |  | Parlamentet | Parlamentet | Parlamentet | Parlamentet | Godkänt    |  | 2008-03-21 |  | 195 | 15 | 30 |  |

| Cypern |  | 2007-12-13  |             | 2008-07-03  |             | 2008-07-19 |  | 2008-08-26 |  |    |    |   |  |
| ------ |  | ----------- | ----------- | ----------- | ----------- | ---------- |  | ---------- |  | -- | -- | - |  |
|        |  | Parlamentet | Parlamentet | Parlamentet | Parlamentet | Godkänt    |  | 2008-07-03 |  | 31 | 17 | 1 |  |

| Danmark |  | 2007-12-13  |             | 2008-04-24  |             | 2008-04-30 |  | 2008-05-29 |  |    |    |   |  |
| ------- |  | ----------- | ----------- | ----------- | ----------- | ---------- |  | ---------- |  | -- | -- | - |  |
|         |  | Folketinget | Folketinget | Folketinget | Folketinget | Godkänt    |  | 2008-04-24 |  | 90 | 25 | 0 |  |

| Estland |  | 2007-12-13  |             | 2008-06-11  |             | 2008-06-19 |  | 2008-09-23 |  |    |   |   |  |
| ------- |  | ----------- | ----------- | ----------- | ----------- | ---------- |  | ---------- |  | -- | - | - |  |
|         |  | Parlamentet | Parlamentet | Parlamentet | Parlamentet | Godkänt    |  | 2008-06-11 |  | 91 | 1 | 9 |  |

| Finland |  | 2007-12-13 |           | 2008-06-11 |           | 2008-09-12 |  | 2008-09-30 |  |     |    |    |  |
| ------- |  | ---------- | --------- | ---------- | --------- | ---------- |  | ---------- |  | --- | -- | -- |  |
|         |  | Riksdagen  | Riksdagen | Riksdagen  | Riksdagen | Godkänt    |  | 2008-06-11 |  | 151 | 27 | 21 |  |
| Åland   |  | Lagtinget  | Lagtinget | Lagtinget  | Lagtinget | Godkänt    |  | 2009-11-25 |  | 24  | 6  | 0  |  |

| Frankrike |  | 2007-12-13           |                      | 2008-02-07           |                      | 2008-02-13 |  | 2008-02-14 |  |     |    |    |  |
| --------- |  | -------------------- | -------------------- | -------------------- | -------------------- | ---------- |  | ---------- |  | --- | -- | -- |  |
|           |  | Nationalförsamlingen | Nationalförsamlingen | Nationalförsamlingen | Nationalförsamlingen | Godkänt    |  | 2008-02-07 |  | 336 | 52 | 22 |  |
|           |  | Senaten              | Senaten              | Senaten              | Senaten              | Godkänt    |  | 2008-02-07 |  | 265 | 42 | 13 |  |

| Grekland |  | 2007-12-13  |             | 2008-06-11  |             | 2008-07-01 |  | 2008-08-12 |  |     |    |   |  |
| -------- |  | ----------- | ----------- | ----------- | ----------- | ---------- |  | ---------- |  | --- | -- | - |  |
|          |  | Parlamentet | Parlamentet | Parlamentet | Parlamentet | Godkänt    |  | 2008-06-11 |  | 250 | 42 | 8 |  |

| Irland |  | 2007-12-13        |                   | 2009-10-22        |                   | 2009-10-27 |  | 2009-10-23 |  |                |      |      |  |
| ------ |  | ----------------- | ----------------- | ----------------- | ----------------- | ---------- |  | ---------- |  | -------------- | ---- | ---- |  |
|        |  | Folkomröstning    | Folkomröstning    | Folkomröstning    | Folkomröstning    | Avslaget   |  | 2008-06-12 |  | 47 %           | 53 % | 53 % |  |
|        |  | Folkomröstning    | Folkomröstning    | Folkomröstning    | Folkomröstning    | Godkänt    |  | 2009-10-02 |  | 67 %           | 33 % | 59 % |  |
|        |  | Representanthuset | Representanthuset | Representanthuset | Representanthuset | Godkänt    |  | 2009-10-21 |  | Ingen votering |      |      |  |
|        |  | Senaten           | Senaten           | Senaten           | Senaten           | Godkänt    |  | 2009-10-22 |  | Ingen votering |      |      |  |

| Italien |  | 2007-12-13         |                    | 2008-07-31         |                    | 2008-08-02 |  | 2008-08-08 |  |     |   |   |  |
| ------- |  | ------------------ | ------------------ | ------------------ | ------------------ | ---------- |  | ---------- |  | --- | - | - |  |
|         |  | Deputeradekammaren | Deputeradekammaren | Deputeradekammaren | Deputeradekammaren | Godkänt    |  | 2008-07-31 |  | 551 | 0 | 0 |  |
|         |  | Senaten            | Senaten            | Senaten            | Senaten            | Godkänt    |  | 2008-07-23 |  | 286 | 0 | 0 |  |

| Lettland |  | 2007-12-13  |             | 2008-05-08  |             | 2008-05-28 |  | 2008-06-16 |  |    |   |   |  |
| -------- |  | ----------- | ----------- | ----------- | ----------- | ---------- |  | ---------- |  | -- | - | - |  |
|          |  | Parlamentet | Parlamentet | Parlamentet | Parlamentet | Godkänt    |  | 2008-05-08 |  | 70 | 3 | 1 |  |

| Litauen |  | 2007-12-13  |             | 2008-05-08  |             | 2008-05-14 |  | 2008-08-26 |  |    |   |    |  |
| ------- |  | ----------- | ----------- | ----------- | ----------- | ---------- |  | ---------- |  | -- | - | -- |  |
|         |  | Parlamentet | Parlamentet | Parlamentet | Parlamentet | Godkänt    |  | 2008-05-08 |  | 83 | 5 | 23 |  |

| Luxemburg |  | 2007-12-13  |             | 2008-05-29  |             | 2008-07-03 |  | 2008-07-21 |  |    |   |   |  |
| --------- |  | ----------- | ----------- | ----------- | ----------- | ---------- |  | ---------- |  | -- | - | - |  |
|           |  | Parlamentet | Parlamentet | Parlamentet | Parlamentet | Godkänt    |  | 2008-05-29 |  | 47 | 1 | 3 |  |

| Malta |  | 2007-12-13  |             | 2008-01-29  |             | 2008-01-29 |  | 2008-02-06 |  |    |   |   |  |
| ----- |  | ----------- | ----------- | ----------- | ----------- | ---------- |  | ---------- |  | -- | - | - |  |
|       |  | Parlamentet | Parlamentet | Parlamentet | Parlamentet | Godkänt    |  | 2008-01-29 |  | 65 | 0 | 0 |  |

| Nederländerna |  | 2007-12-13        |                   | 2008-07-08        |                   | 2008-07-10 |  | 2008-09-11 |  |     |    |   |  |
| ------------- |  | ----------------- | ----------------- | ----------------- | ----------------- | ---------- |  | ---------- |  | --- | -- | - |  |
|               |  | Representanthuset | Representanthuset | Representanthuset | Representanthuset | Godkänt    |  | 2008-06-05 |  | 111 | 39 | 0 |  |
|               |  | Senaten           | Senaten           | Senaten           | Senaten           | Godkänt    |  | 2008-07-08 |  | 60  | 15 | 0 |  |

| Polen |  | 2007-12-13 |         | 2008-04-02 |         | 2009-10-10 |  | 2009-10-12 |  |     |    |    |  |
| ----- |  | ---------- | ------- | ---------- | ------- | ---------- |  | ---------- |  | --- | -- | -- |  |
|       |  | Sejmen     | Sejmen  | Sejmen     | Sejmen  | Godkänt    |  | 2008-04-01 |  | 384 | 56 | 12 |  |
|       |  | Senaten    | Senaten | Senaten    | Senaten | Godkänt    |  | 2008-04-02 |  | 74  | 17 | 6  |  |

| Portugal |  | 2007-12-13  |             | 2008-04-23  |             | 2008-05-09 |  | 2008-06-17 |  |     |    |   |  |
| -------- |  | ----------- | ----------- | ----------- | ----------- | ---------- |  | ---------- |  | --- | -- | - |  |
|          |  | Parlamentet | Parlamentet | Parlamentet | Parlamentet | Godkänt    |  | 2008-04-23 |  | 208 | 21 | 0 |  |

| Rumänien |  | 2007-12-13  |             | 2008-02-04  |             | 2008-02-06 |  | 2008-03-11 |  |     |   |   |  |
| -------- |  | ----------- | ----------- | ----------- | ----------- | ---------- |  | ---------- |  | --- | - | - |  |
|          |  | Parlamentet | Parlamentet | Parlamentet | Parlamentet | Godkänt    |  | 2008-02-04 |  | 387 | 1 | 1 |  |

| Slovakien |  | 2007-12-13  |             | 2008-04-10  |             | 2008-05-12 |  | 2008-06-24 |  |     |   |   |  |
| --------- |  | ----------- | ----------- | ----------- | ----------- | ---------- |  | ---------- |  | --- | - | - |  |
|           |  | Parlamentet | Parlamentet | Parlamentet | Parlamentet | Godkänt    |  | 2008-04-10 |  | 103 | 5 | 1 |  |

| Slovenien |  | 2007-12-13  |             | 2008-01-29  |             | 2008-02-07 |  | 2008-04-24 |  |    |   |   |  |
| --------- |  | ----------- | ----------- | ----------- | ----------- | ---------- |  | ---------- |  | -- | - | - |  |
|           |  | Parlamentet | Parlamentet | Parlamentet | Parlamentet | Godkänt    |  | 2008-01-29 |  | 74 | 6 | 0 |  |

| Spanien |  | 2007-12-13         |                    | 2008-07-15         |                    | 2008-07-30 |  | 2008-10-08 |  |     |   |   |  |
| ------- |  | ------------------ | ------------------ | ------------------ | ------------------ | ---------- |  | ---------- |  | --- | - | - |  |
|         |  | Deputeradekammaren | Deputeradekammaren | Deputeradekammaren | Deputeradekammaren | Godkänt    |  | 2008-06-26 |  | 322 | 6 | 2 |  |
|         |  | Senaten            | Senaten            | Senaten            | Senaten            | Godkänt    |  | 2008-07-15 |  | 232 | 6 | 2 |  |

| Storbritannien |  | 2007-12-13 |            | 2008-06-18 |            | 2008-06-19 |  | 2008-07-16 |  |                |     |    |  |
| -------------- |  | ---------- | ---------- | ---------- | ---------- | ---------- |  | ---------- |  | -------------- | --- | -- |  |
|                |  | Underhuset | Underhuset | Underhuset | Underhuset | Godkänt    |  | 2008-03-11 |  | 346            | 206 | 81 |  |
|                |  | Överhuset  | Överhuset  | Överhuset  | Överhuset  | Godkänt    |  | 2008-06-18 |  | Ingen votering |     |    |  |

| Sverige |  | 2007-12-13 |           | 2008-11-20 |           | 2008-11-27 |  | 2008-12-10 |  |     |    |    |  |
| ------- |  | ---------- | --------- | ---------- | --------- | ---------- |  | ---------- |  | --- | -- | -- |  |
|         |  | Riksdagen  | Riksdagen | Riksdagen  | Riksdagen | Godkänt    |  | 2008-11-20 |  | 243 | 39 | 13 |  |

| Tjeckien |  | 2007-12-13         |                    | 2009-05-06         |                    | 2009-11-03 |  | 2009-11-13 |  |     |    |    |  |
| -------- |  | ------------------ | ------------------ | ------------------ | ------------------ | ---------- |  | ---------- |  | --- | -- | -- |  |
|          |  | Deputeradekammaren | Deputeradekammaren | Deputeradekammaren | Deputeradekammaren | Godkänt    |  | 2009-02-18 |  | 125 | 61 | 11 |  |
|          |  | Senaten            | Senaten            | Senaten            | Senaten            | Godkänt    |  | 2009-05-06 |  | 54  | 20 | 5  |  |

| Tyskland |  | 2007-12-13    |               | 2008-05-23    |               | 2008-10-08 |  | 2009-09-25 |  |     |    |   |  |
| -------- |  | ------------- | ------------- | ------------- | ------------- | ---------- |  | ---------- |  | --- | -- | - |  |
|          |  | Förbundsdagen | Förbundsdagen | Förbundsdagen | Förbundsdagen | Godkänt    |  | 2008-04-24 |  | 515 | 58 | 1 |  |
|          |  | Förbundsrådet | Förbundsrådet | Förbundsrådet | Förbundsrådet | Godkänt    |  | 2008-05-23 |  | 65  | 0  | 4 |  |

| Ungern |  | 2007-12-13  |             | 2007-12-17  |             | 2007-12-20 |  | 2008-02-06 |  |     |   |    |  |
| ------ |  | ----------- | ----------- | ----------- | ----------- | ---------- |  | ---------- |  | --- | - | -- |  |
|        |  | Parlamentet | Parlamentet | Parlamentet | Parlamentet | Godkänt    |  | 2007-12-17 |  | 325 | 5 | 14 |  |

| Österrike |  | 2007-12-13    |               | 2008-04-24    |               | 2008-04-28 |  | 2008-05-13 |  |     |    |   |  |
| --------- |  | ------------- | ------------- | ------------- | ------------- | ---------- |  | ---------- |  | --- | -- | - |  |
|           |  | Nationalrådet | Nationalrådet | Nationalrådet | Nationalrådet | Godkänt    |  | 2008-04-09 |  | 151 | 27 | 0 |  |
|           |  | Förbundsrådet | Förbundsrådet | Förbundsrådet | Förbundsrådet | Godkänt    |  | 2008-04-24 |  | 58  | 4  | 0 |  |